# Merlin (Automarke)

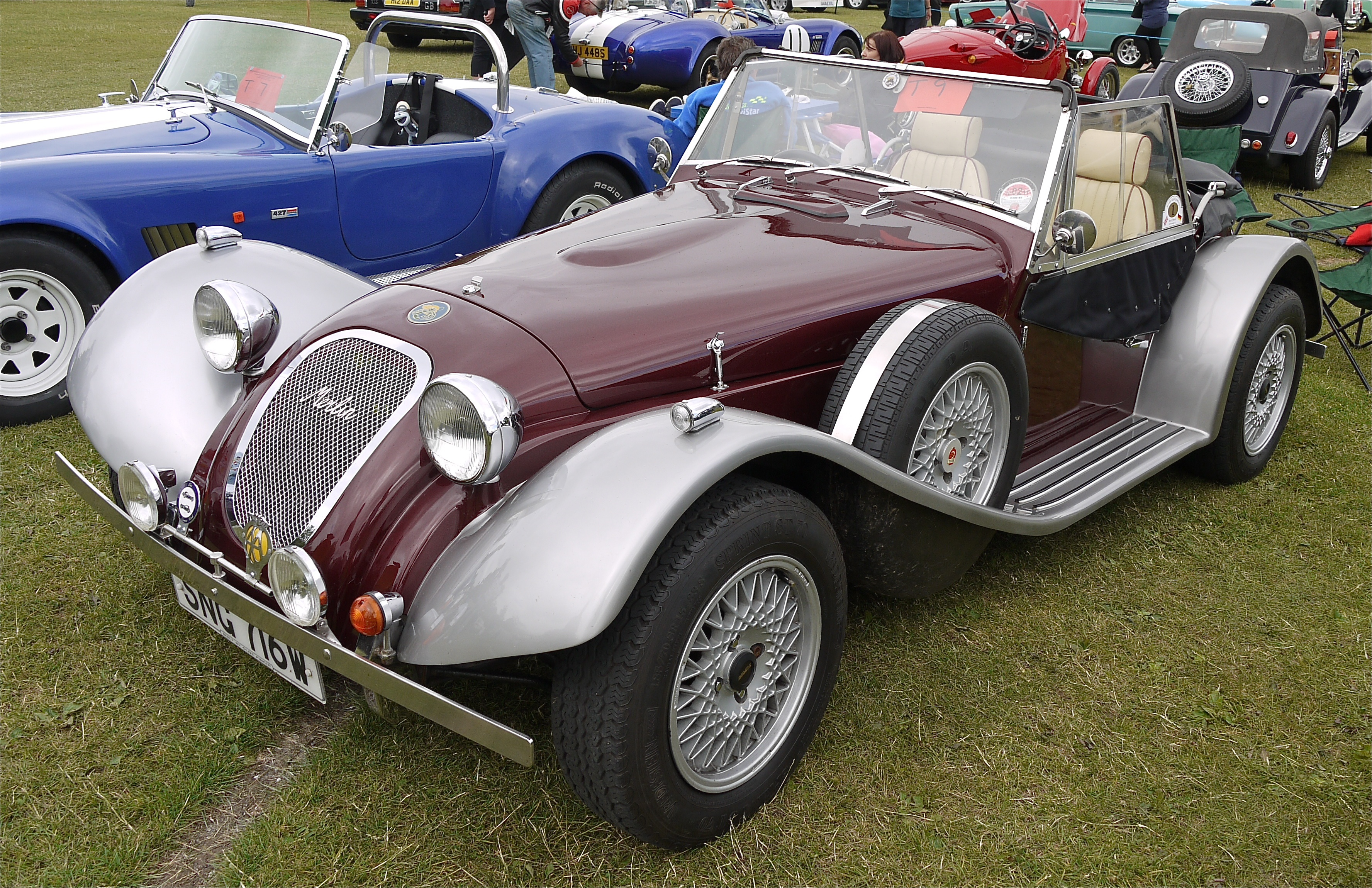
Merlin

Merlin war eine britische Automarke.

## Markengeschichte
Leonard Witton entwickelte ein Fahrzeug, das er in den USA als Witton vermarktete. Merlin Cars aus Southend-on-Sea in der Grafschaft Essex bot das Fahrzeug 1980 in England an. Thoroughbred Cars aus dem gleichen Ort unter Leitung von Peter Gowing übernahm 1980 den Import, verkaufte lediglich ein Exemplar, und begann daraufhin mit der Produktion einer überarbeiteten Version, die auch als Kit erhältlich war. Der Markenname lautete Merlin. Nach der Liquidation übernahm CVC aus Redditch in Worcestershire unter Leitung von Terry Sands die Rechte, produzierte aber nicht. Peter Gowing gründete 1985 Paris Cars im gleichen Ort und übernahm wieder die Produktion, die bis 2003 lief. Jack Langford und Bill Herrett unterstützten ihn dabei. Merlin Sports Cars aus Wakering in Essex unter Leitung von Garry Wilson setzte die Produktion ab 2009 fort. 2019 wurde das Unternehmen aufgelöst.
Insgesamt entstanden etwa 1000 Exemplare.

## Fahrzeuge

### TF
Dieses Modell war ein Zweisitzer und ab 1980 in Produktion. Zunächst basierte es auf dem Fahrgestell des VW Käfer, bevor Gowing einen Leiterrahmen entwarf. Ein Vierzylindermotor vom Ford Cortina war vorne im Fahrzeug montiert. Ab 1992 kamen Teile vom Ford Sierra zum Einsatz. Ab 2009 stellte ein Vauxhall Omega die Basis dar. Von diesem Modell entstanden etwa 300 Exemplare.

### Munro und Plus Two
Dies war eine verlängerte Version des TF. Sie bot Platz für 2 + 2 Personen. Zwischen 1983 und 1984 als Munro angeboten, änderte sich 1985 der Name in Plus Two. Bis zur Einstellung 2003 entstanden etwa 700 Exemplare.